# Панипат (округ)
Панипат (англ. Panipat, хинди पानीपत जिला) — округ в индийском штате Харьяна. Образован 1 ноября 1989 года. Административный центр округа — город Панипат. Разделён на два подокруга — Панипат и Самалкха. По данным всеиндийской переписи 2001 года население округа Панипат составляло 967 449 человек.